# 倚天屠龍記 (1984年電視劇)
《倚天屠龍記》（英語：The Heaven Sword and Dragon Saber）是臺灣台灣電視公司根據金庸所著的武俠小說《倚天屠龍記》改編而拍攝製作的武俠電視劇，此劇1984年在台視首播。

## 演員
- 劉德凱 飾 張無忌
  - 於世耕 飾 童年張無忌
  - 藍聖文 飾 少年張無忌
- 劉玉璞 飾 趙敏
- 喻可欣 飾 周芷若
- 田麗 飾 小昭
- 劉德淑 飾 殷離 / 丁敏君
  - 黑妞 飾 童年殷離
- 刘尚谦 饰 张翠山
- 黄香莲 饰 殷素素
- 谢见文 / 高一杰 饰 杨逍
- 龙冠武 饰 范遥 / 俞岱岩
- 谢宜纯 饰 杨不悔
  - 蔡灿得 饰 童年杨不悔
- 陈星 饰 谢逊
- 黄龙 饰 韦一笑
- 李倩 / 郝曼麗 饰 黛绮丝
- 万山 饰 殷天正 / 都大锦
- 程文浩 饰 殷野王
- 定万仟 饰 常遇春 / 宗维侠
- 石台民 饰 徐达
- 强汉 / 陈奇 饰 彭莹玉
- 史亭根 饰 说不得
- 崔福生 饰 周颠
- 李锦广 饰 铁冠道人
- 严仲 饰 冷谦
- 万杰 饰 白龟寿
- 何伟 饰 常金鹏
- 王宇 饰 胡青牛
- 江青霞 饰 王难姑 / 易三娘
- 古铮 / 高升 饰 张三丰
- 凡伟 饰 宋远桥
- 张鹏 饰 俞莲舟
- 姜大川 饰 张松溪
- 汤秦 饰 殷梨亭
- 蔡中秋 饰 莫声谷 / 杜百当
- 张泰伦 饰 宋青书
- 蔡慧华 饰 灭绝师太
- 劉德淑 / 唐美雲 飾 丁敏君
- 郭丽琴 饰 纪晓芙
- 苗蔚蘭 飾 貝錦儀
- 关洪 / 初本科 / 李锦广 饰 何太冲
- 張媛婷 飾 詹春
- 苗天 饰 汝阳王
- 彭金万 / 孙小明 饰 王保保
- 李强 / 岳开武 饰 鹤笔翁
- 苏国梁 饰 鹿杖客
- 徐艾华 饰 韩姬
- 曾帅嘉 饰 成昆
- 马侠 饰 谢逊父亲
- 赵莎 饰 谢逊母亲
- 易原 饰 朱长龄
- 丁玫 饰 朱长龄妻
- 陈玫圭 饰 朱九真
- 陈琪 饰 武青婴
- 姚智弘 饰 卫壁
- 何伟 饰 姚清泉
- 吕耀华 饰 陈友谅
- 于心怡 饰 史红石
- 梅长芬 饰 黄衫女子

## 軼事
- 由於原本飾演張翠山及殷素素的劉尚謙、黃香蓮因故無法接演後續張無忌及趙敏，製作單位依劇情進度先物色出劉德凱演張無忌，再找劉玉璞飾趙敏。台視還故弄玄虛以未露面的張無忌背影作預告，直到正式出場前才轉身示人，該片段亦用在片頭。
- 當時為了力拼同檔期的中視《鹿鼎記》，主要卡司可謂一時之選。
- 王芷蕾唱的同名主題曲，僅收錄在台視發行的《王芷蕾電視金曲專輯》。另外，該曲改編自韓國歌手白年雪在1940年唱的《旅人悲傷》（나그네 설움，或譯《流浪者的悲哀》[2]，因原曲是朝鮮日治時期受演歌影響作品，又遇上與日本斷交後的文化禁令， 即使改編成氣勢磅薄，一播出仍被投訴東洋風過重，只得再度編曲修飾[3]。

## 外部連結
- 倚天屠龍記 百度百科